# Ismael Rodríguez (football)
Ismael de Jesús Rodríguez Vega (né le 10 janvier 1981 à Ciudad Madero au Mexique) est un joueur de football international mexicain, qui évolue au poste de défenseur.

## Biographie

### Carrière en club
Avec le club América, il remporte une Coupe des champions de la CONCACAF en 2006.

### Carrière en sélection
Avec l'équipe du Mexique, il joue 5 matchs (pour aucun but inscrit) entre 2003 et 2009. 
Il figure dans le groupe des sélectionnés lors de la Gold Cup de 2009 remportée par son équipe.
Il participe également aux JO de 2004 (sans jouer de matchs lors du tournoi olympique).

## Palmarès
| \| Monterrey - Championnat du Mexique (1) : - Champion : 2003 (Clausura). \| \| Club América - Coupe des champions (1) : - Vainqueur : 2006. \| |  | Mexique - Gold Cup (1) : - Vainqueur : 2009.                 |
| Monterrey - Championnat du Mexique (1) : - Champion : 2003 (Clausura).                                                                          |  | Club América - Coupe des champions (1) : - Vainqueur : 2006. |